# Lavinia Șandru

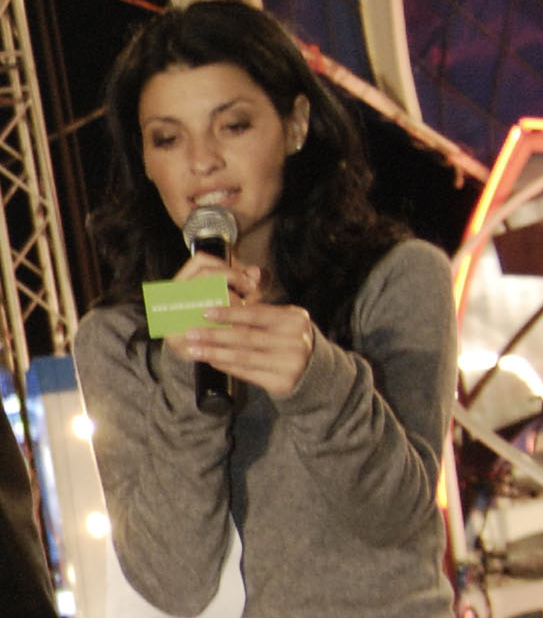
Lavinia Șandru (2009)

Lavinia Marcela Șandru (* 6. Februar 1975 in Dej) ist eine rumänische Politikerin, Journalistin und Schauspielerin. Im Jahr 2025 kandidierte sie für das rumänische Präsidentenamt für die Partidul Umanist Social Liberal (PUSL).

## Leben und Ausbildung
Lavinia Șandru wurde als Tochter von Iulian Șandru, Mathematiklehrer, und Lucia Șandru, Lehrerin für rumänische Sprache, in Dej geboren. Sie absolvierte die Akademie für Theaterkunst in Târgu Mureș im Jahr 1997 und später die Fakultät für Politikwissenschaften an der Universität Bukarest. Șandru begann ihre Karriere 1994 als Radiomoderatorin bei Radio UNIPLUS und wechselte 1996 ins Fernsehen zu Antena 1. Nach ihrem Rückzug aus der aktiven Politik ab 2013 moderierte sie eine tägliche Talkshow bei Realitatea TV sowie später Kulturformate bei TVR1 und Canal 33.

### Schauspielkarriere
Șandru ist Schauspielerin in Theater und  Film. Für die Rolle der Ana Simion in Ana  von  Mihai Mălaimare erhielt sie den Debütpreis beim Internationalen Filmfestival von Warna. Zudem lieh sie Figuren in Animationsfilmen wie Zootropolis und Cars 3  ihre Stimme.

### Politische Karriere
Șandru trat 2001 dem Partidul Democrat (PD) bei, wo sie als Exekutivsekretärin für Öffentlichkeitsarbeit und internationale Beziehungen tätig war. 2004 wurde sie zur Abgeordneten des Kreises Mureș gewählt und war Vorsitzende der PD-Filiale in Târgu Mureș. Nach internen Konflikten und dem Versuch, zusammen mit Cozmin Gușă die Parteiführung herauszufordern, wurde sie 2005 aus der PD ausgeschlossen. Sie war daraufhin zunächst unabhängige Abgeordnete und schloss sich dem Partidul Inițiativa Națională (PIN) an, dessen Präsidentin sie ab 2009 war. Nach der Fusion des PIN mit der Uniunea Națională pentru Progresul României (UNPR) war sie Vizepräsidentin der UNPR.
Später engagierte sie sich in der Partidul Umanist Social Liberal (PUSL), für die sie 2025 als Präsidentschaftskandidatin antrat.

## Auszeichnungen
- Debütpreis beim Internationalen Filmfestival von Warna für die Hauptrolle in Ana
- Femeia Anului („Frau des Jahres“) 2011/2012 bei der Gala Femeilor de Succes in Rumänien[1]

## Privatleben
Lavinia Șandru war von 2005 bis 2016 mit Darius Vâlcov, dem ehemaligen Bürgermeister von Slatina und späteren Finanzminister, verheiratet. Das Paar hat zwei Kinder.